# Key (가수)
Key (본명: 김기범, 한자: 金起範, 1991년 9월 23일 ~ )는 대한민국의 가수, 배우로 남성 그룹 샤이니에서 보컬, 래퍼를 맡고 있다. 대구광역시 출신의 아이돌 스타 가수이다. 명지대학교에서 뮤지컬을 전공했고, 우석대학교에서 석사 학위를 받았다. 육군에서 군복무를 했으며 29세에 샤이니 구성원 중에서 두번째로 전역했다. 나 혼자 산다의 새로운 멤버이다. SM 엔터테인먼트 소속의 가수이다. 종교는 개신교이다.

## 생애 및 경력
Key는 대구광역시 동구에서 태어났다. 2005년 SM 엔터테인먼트에서 실시한 전국투어 오디션에서 8000:1의 경쟁률을 뚫고 가수부문 유일한 합격자로 2006년 1월 연습생이 되었으며 2008년 샤이니 EP 앨범 《누난 너무 예뻐 (Replay)》로 데뷔하였다. 이후 2018년 10월 중순 SM 엔터테인먼트에서 샤이니 키의 첫 솔로 데뷔를 알리고, 11월 1일부터 2일 간격으로 SM TOWN 유튜브 홈페이지에 총 3개의 티져를 내면서 키의 솔로 데뷔를 확실화했다.

### 학력
- 대구지묘초등학교 (졸업)
- 영신중학교 (졸업)
- 영신고등학교 (졸업)
- 명지대학교 뮤지컬학부 뮤지컬공연전공 (학사)
- 우석대학교 대학원 교육 및 문화콘텐츠개발학과 문화콘텐츠개발전공 (석사)